# Gloria Lavara Mejía
Gloria Angela Bertha Lavara Mejía (Ciudad de México, Distrito Federal, México, 9 de diciembre de 1971). Política mexicana, miembro del Partido Verde Ecologista de México. Ha sido diputada en la LVII Legislatura del Congreso de la Unión de México, en la cual ocupó la Presidencia de la Cámara de Diputados en diciembre de 1998. Se desempeñó como senadora en la LVIII Legislatura del Congreso de la Unión de México y en la LIX Legislatura del Congreso de la Unión de México. Actualmente es Coordinadora de los diputados del PVEM.
Cursó la Licenciatura en Diseño gráfico. Fue integrante del despacho Diseño Forum de 1994 a 1997. trabajó como diseñadora independiente, y se ocupó del diseño del cartel para la campaña sobre los símbolos patrios en el Estado de México en 1993.
En 2009, con la escalada de violencia en aquel año, en la que aumentaron dramáticamente los secuestros, Gloria Lavara presentó la iniciativa de pena de muerte a secuestradores que caracteriza a su partido hoy en día, cosa que le costó a su partido el reconocimiento del Partido Verde Europeo como partido verde legítimo.
- Datos: Q5881280